# 7 أبريل
- السبت
- الأحد
- الاثنين
- الثلاثاء
- الأربعاء
- الخميس
- الجمعة

- 2929 رمضان 1446  هـ
- 301 شوال 1446  هـ
- 312 شوال 1446  هـ
- 13 شوال 1446  هـ
- 24 شوال 1446  هـ
- 35 شوال 1446  هـ
- 46 شوال 1446  هـ
- 57 شوال 1446  هـ
- 68 شوال 1446  هـ
- 79 شوال 1446  هـ
- 810 شوال 1446  هـ
- 911 شوال 1446  هـ
- 1012 شوال 1446  هـ
- 1113 شوال 1446  هـ
- 1214 شوال 1446  هـ
- 1315 شوال 1446  هـ
- 1416 شوال 1446  هـ
- 1517 شوال 1446  هـ
- 1618 شوال 1446  هـ
- 1719 شوال 1446  هـ
- 1820 شوال 1446  هـ
- 1921 شوال 1446  هـ
- 2022 شوال 1446  هـ
- 2123 شوال 1446  هـ
- 2224 شوال 1446  هـ
- 2325 شوال 1446  هـ
- 2426 شوال 1446  هـ
- 2527 شوال 1446  هـ
- 2628 شوال 1446  هـ
- 2729 شوال 1446  هـ
- 2830 شوال 1446  هـ
- 291 ذو القعدة 1446  هـ
- 302 ذو القعدة 1446  هـ
- 13 ذو القعدة 1446  هـ
- 24 ذو القعدة 1446  هـ

7 أبريل أو 7 نيسان أو يوم 7 \ 4 (اليوم السابع من الشهر الرابع) هو اليوم السابع والتسعون (97) من السنة البسيطة، أو اليوم الثامن والتسعون (98) من السنوات الكبيسة وفقًا للتقويم الميلادي الغربي (الغريغوري). يبقى بعده 268 يوما لانتهاء السنة.

## الأحداث
- 332 ق.م - تأسيس مدينة الإسكندرية المصرية.
- 1652 - الهولنديون يكتشفون منطقة الكاب في أفريقيا.
- 1795 - تاريخ بداية الاعتماد على النظام المتري في فرنسا واستعمال وحدات القياس المترية مثل المتر والكيلوغرام وغيرها.
- 1889 - وفاة يوسف بك كرم في نابولي، إيطاليا
- 1890 - الانتهاء من أعمال قناة بحيرة بيوا من أوتسو إلى نهر كامو.
- 1922 - أول حادث اصطدام جوي بتاريخ الطيران المدني بين طائرتين فرنسية وإنجليزية فوق بيكاردي شمال باريس، وقد مات جميع الركاب مع الطاقمين وعددهم جميعًا 7.
- 1939 - إيطاليا تغزو ألبانيا في بدايات الحرب العالمية الثانية.
- 1947 - تأسيس حزب البعث العربي في دمشق.
- 1948 - تأسيس منظمة الصحة العالمية.
- 1953 - انتخاب السويدي داغ همرشولد أمينًا عامًا للأمم المتحدة.
- 1956 - الإعلان عن استقلال المغرب من إسبانيا.
- 1963 - إعلان يوغوسلافيا جمهورية إتحادية، وجوزيف بروز تيتو رئيسًا لها مدى الحياة.
- 1969 - الميلاد الرمزي لشبكة الإنترنت.
- 1976 - اللجان الثورية في ليبيا تقوم بإعدام عشرات الطلبة داخل الحرمين الجامعيين لجامعتي الفاتح في طرابلس وقاريونس في بنغازي.
- 1986 - منتخب الكويت لكرة القدم يفوز ببطولة كأس الخليج الثامنة المقامة في البحرين.
- 1988 - الاتحاد السوفيتي يعلن عزمه الانسحاب من أفغانستان.
- 1992 -
  - صربيا تعلن استقلالها ووراثتها ليوغوسلافيا المفككة.
  - نجاة الرئيس الفلسطيني ياسر عرفات من حادث تحطم طائرته في الصحراء الليبية أثناء عاصفة رملية، وقد أسفر الحادث عن مقتل طيارين ومهندس للطيران.
- 1994 - بداية عملية الإبادة الجماعية في رواندا.
- 2003 - بداية دخول القوات الأمريكية إلى العاصمة العراقية بغداد وذلك بعد أيام من بدء الحملة العسكرية البرية والجوية للحرب الأمريكية على العراق.
- 2005 - تسمية إبراهيم الجعفري رئيسًا لوزراء جمهورية العراق.
- 2008 - استمرار أحداث شغب بمدينة المحلة الكبرى بمصر لليوم الثاني على التوالي بعد الدعوة للإضراب العام.
- 2010 - سلسلة من عمليات العصيان المدني في قيرغيزستان تؤدي إلى حدوث انقلاب شعبي على الرئيس قربان بيك باقايف ومغادرته العاصمة بيشكك، والمعارضة تشكل حكومة انتقالية برئاسة روزا أوتونباييفا بعد استقالة رئيس الوزراء.
- 2012 - جويس باندا تؤدي اليمين الدستورية رئيسة لمالاوي كونها نائبًا للرئيس وذلك بعد الإعلان الرسمي عن وفاة الرئيس بينجو وا موثاريكا.
- 2017 -
  - دهس مجموعة من المارة باستعمال شاحنة بالعاصمة السويدية ستوكهولم يُسفر عن مقتل 4 أشخاص وأكثر من 15 جريحاً.
  - مُدمرات أمريكية تقصف مطار الشعيرات العسكري في محافظة حمص رداً على الهجوم الكيميائي لِخان شيخون.
- 2018 - مقتل شخصين دهسًا وإصابة نحو 20 آخرين بِهُجُومٍ بِشاحنةٍ صغيرة في ساحةٍ مُخصصة لِلمُشاة في مدينة مونستر الألمانيَّة.
- 2022 - الرئيس اليمني عبد ربه منصور هادي يعلن نقل كامل صلاحياته لمجلس القيادة الرئاسي برئاسة رشاد محمد العليمي.

## مواليد
- 1770 - ويليام ووردزوورث، شاعر إنجليزي.
- 1772 - شارل فورييه، فيلسوف فرنسي.
- 1853 - إسماعيل المحلاتي، فقيه مسلم إيراني.
- 1889 - غبريالا ميسترال، شاعرة تشيلية حاصلة على جائزة نوبل في الأدب عام 1945.
- 1893 - بول جيورجي، طبيب أطفال وعالم كيمياء حيوية أمريكي.
- 1915 - بيلي هوليدي، مغنية أمريكية.
- 1922 ـ آنا ماري شيمل، مستشرقة ألمانية.
- 1926 - عبد الحافظ حلمي محمد، عالم أحياء ولغوي مصري.
- 1928 - جيمس غارنر، ممثل أمريكي.
- 1938 - إدموند جيرالد براون، سياسي أمريكي.
- 1940 -
  - فيصل ندا، كاتب مصري.
  - الأميرة فوزية، ابنه ملك مصر فاروق الأول.
- 1944 - غيرهارد شرودر، مستشار ألمانيا.
- 1945 - يحيى الفخراني، ممثل مصري.
- 1954 -
  - لويزة حنون، سياسية جزائرية.
  - جاكي شان، ممثل صيني.
- 1959 - جمال يعقوب، لاعب كرة قدم كويتي.
- 1961 - باسكال أولميتا، حارس مرمى كرة قدم فرنسي.
- 1964 - راسل كرو، ممثل نيوزلندي.
- 1973 - أميرة العايدي، ممثلة مصرية.
- 1980 - إيمان السيد، ممثلة مصرية.
- 1983 - فرانك ريبري، لاعب كرة قدم فرنسي.
- 1984 - أحمد بلشي، رابر ومغني وكاتب أغاني ومنتج تسجيلات من أصول فلسطينية.
- 1988 - سارة وولكر، ممثلة أسترالية.
- 1996 - محمد عصام الطيار، لاعب كرة يد مصري.

## وفيات
- 1498 - الملك شارل الثامن، ملك فرنسا.
- 1916 - محمد سليم قصاب حسن، عالم أدبي وشاعر سوري.
- 1947 - هنري فورد، رجل صناعة أمريكي.
- 1952 - إلياس أنطون إلياس، كاتب، لغوي ورجل الأعمال مصري.
- 1981 - ناهد شريف، ممثلة مصرية.
- 2004 - خزنة بورسلي، شاعرة الكويتية.
- 2006 - قمر الماسزاده، راقصة أذربيجانية.
- 2020 - أميرة نور الدين، شاعرة وأكادمية عراقية.
- 2022 -
  - مجيد طوبيا، أديب وروائي مصري.
  - فرانز مون، كاتب وشاعر ألماني.

## مناسبات وأعياد
- يوم الصحة العالمي.
- يوم النساء في موزمبيق.

## وصلات خارجية
- وكالة الأنباء القطريَّة: حدث في مثل هذا اليوم.
- النيويورك تايمز: حدث في مثل هذا اليوم.
- BBC: حدث في مثل هذا اليوم.